# Юрьевский уезд (Владимирская губерния)
Юрьевский уезд — административная единица во Владимирской губернии Российской империи и Иваново-Вознесенской губернии РСФСР, существовавшая в 1778—1929 годах. Уездный город — Юрьев-Польский.

## География
Уезд был расположен на севере Владимирской губернии. Граничил с Переславским и Александровским уездами на западе, с Покровским и Владимирским на юге, с Суздальским на востоке, а также с Ярославской губернией на севере. Занимал площадь в 3 005,5 км² (2 641 вёрст²). В 1926 году площадь уезда составляла 2 979 км².
Располагался на части территорий современных Юрьев-Польского и Кольчугинского районов Владимирской области, Гаврилово-Посадского и Ильинского районов Ивановской области.

### Реки
Из рек более значительна Нерль, протекающая в северной части уезда. К югу от Нерли расположен водораздел, откуда берёт начало река Колокша, текущая к юго-востоку. В юго-западной части уезда протекает река Пекша. Все названные реки, имеющие многочисленные притоки, несудоходны и впадают в реку Клязьму в пределах Владимирского (Нерль и Колокша) и Покровского (Пекша) уездов.

## История
Юрьевский уезд был образован в 1778 году в составе Владимирского наместничества (с 1796 Владимирской губернии).
7 сентября 1925 года Юрьев-Польский уезд был передан Иваново-Вознесенской губернии в составе 8 волостей: Гаврилово-Посадской, Калининской, Ленинской, Лучинской, Мирславской, Симской, Тумской и Юрьевской.
В 1929 году Юрьев-Польский уезд был преобразован в Юрьев-Польский район в составе Александровского округа вновь образованной Ивановской Промышленной области.

## Население
Население уезда в 1859 году — 82 581 человек. По переписи 1897 года в уезде было 92 629 жителей (41 230 мужчин и 51 399 женщин). На 1 вёрсту² приходится жителей — 35,1 (по Владимирской губернии — 35,4 жителя). По итогам всесоюзной переписи населения 1926 года население уезда составило 127 842 человек, из них городское — 10 346 человек (8,1 %).

### Посословию
- дворяне — 158,
- духовенство — 1075,
- купцы — 157,
- мещане — 922,
- крестьяне — 84 519,
- прочие — 37.

По переписи 1897 г. грамотных оказалось 43 % мужчин и 10 % женщин.

## Административное деление
В 1890 году в состав уезда входило 14 волостей
| № п/п | Волость       | Волостное правление | Число селений | Население |
| ----- | ------------- | ------------------- | ------------- | --------- |
| 1     | Аньковская    | с. Аньково          | 36            | 6719      |
| 2     | Глумовская    | с. Глумово          | 19            | 6150      |
| 3     | Горкинская    | с. Горки            | 22            | 5060      |
| 4     | Городищевская | с. Городищи         | 20            | 6834      |
| 5     | Давыдовская   | с. Давыдовское      | 29            | 5453      |
| 6     | Есиплевская   | с. Есиплево         | 24            | 4639      |
| 7     | Ильинская     | с. Ильинское        | 41            | 13 317    |
| 8     | Мирславская   | с. Мирславль        | 45            | 7181      |
| 9     | Никульская    | с. Никульское       | 23            | 7520      |
| 10    | Паршинская    | с. Парша            | 22            | 8040      |
| 11    | Петровская    | с. Петровское       | 20            | 4076      |
| 12    | Семьинская    | с. Семьинское       | 22            | 4185      |
| 13    | Симская       | с. Сима             | 31            | 9920      |
| 14    | Спасская      | с. Спасское         | 32            | 4934      |

По данным 1913 года центр Глумовской волости перенесен в село Бережок, центр Давыдовской волости — в село Ильинское.

## Населённые пункты
По переписи 1897 года наиболее крупные населённые пункты уезда:
| - город Юрьев-Польский — 5759 чел.; - с. Аньково – 1481 чел.; - Васильевские меднолатунные заводы т-ва Кольчугина – 1297 чел.; - с. Сима – 1150 чел.; - с. Городищи – 1056 чел.; - с. Осановец – 761 чел.; - с. Сорогужино – 701 чел.; - с. Загорье – 694 чел.; - с. Глумово – 668 чел.; - с. Добрынское – 663 чел.; | - с. Бережок – 650 чел.; - с. Кучки – 618 чел.; - с. Шипилово – 610 чел.; - с. Ильинское-Стромилово – 605 чел.; - с. Федоровское – 601 чел.; - с. Березники – 599 чел.; - с. Скомово – 598 чел.; - с. Юрково – 595 чел.; - д. Свозня – 578 чел.; - с. Шельбово – 572 чел.; | - с. Лобцово – 572 чел.; - с. Ненашевское – 566 чел.; - с. Пиногор – 566 чел.; - с. Козьмодемьянское – 551 чел.; - с. Нестерово – 545 чел.; - с. Ельцы – 535 чел.; - с. Семьинское – 532 чел.; - с. Кинобол – 526 чел.; - с. Подолец – 525 чел. |

## Экономика
Фабрично-заводская промышленность была развита слабо. Кроме фабрик для выделки хлопчатобумажных тканей в городе Юрьеве, имелся лишь завод «Товарищество латунного и меднопрокатного завода Кольчугина» при селе Васильеве, близ станции Келлерово, Московско-Ярославско-Архангельской железной дороги. Рабочих на заводе было ок. 1400 человек. Хотя земледелие сильно развито в уезде, тем не менее неземледельческими промыслами занимаются 88,5 % всех крестьянских наличных дворов, 77,2 % всего мужского населения в рабочем возрасте и 12,2 % женщин в том же возрасте.